# Галинаро (Катанија)
Галинаро (итал. Gallinaro) је насеље у Италији у округу Катанија, региону Сицилија.
Према процени из 2011. у насељу је живело 38 становника. Насеље се налази на надморској висини од 142 м.